# Ha Ji-won
Ha Ji-won (n. 28 iunie 1978) este o actriță din Coreea de Sud. Ea este, de asemenea, câștigătoarea Marelui Premiu KBS din 2005 pentru rolul din drama TV Hwang Jin-Yi.

## Cariera

### Actorie
Ha Ji-won și-a început cariera jucând roluri în producții de televiziune. În 2002, cu rolul ei din "Phone", Ha Ji-won a câștigat o nominalizare "Cea mai buna actriță" la Dragon Blue Film Awards. De atunci ea jucat în filme ca "Sex is zero", "Reversal of Fortune", "100 Days with Mr. Arrogant" și, mai recent, în "Sector 7". A jucat de asemenea în filmul Haeundae .
Ji-won a jucat în serialul de televiziune "What happened in Bali", la începutul anului 2004, alături de Jo In-Sung și So Ji-sub. În acest proiect, ea a jucat un ghid turistic, Soojung Lee, care a atras în consecință, doi bărbați pe care ea nu-i plăcea. Ea a câștigat un premiu Baek-Sang, pentru interpretarea în această dramă.
În anul 2011, a jucat în filmul Sector 7, primul film 3D IMAX din Coreea de Sud, care a făcut ravagii în box-office-ul anual de la premiera din 4 august.

### Muzica
A avut o încercare în cariera muzicală, în anul 2002, lansând un album muzical intitulat "Homerun".

## Filmografie

### Filme
- 2015 - Chronicle of a Blood Merchant
- 2014 - The Huntresses
- 2012 - Hi, Anna
- 2012 - As one
- 2011 - Sector 7
- 2009 - Closer to Heaven
- 2009 - Haeundae
- 2008 - BA:BO
- 2008 - His Last Gift (cameo)
- 2007 - Sex Is Zero 2 (cameo)
- 2007 - Miracle on 1st Street
- 2005 - All for Love (cameo)
- 2005 - Duelist
- 2005 - Daddy-Long-Legs
- 2004 - Love, So Divine
- 2004 - 100 Days with Mr. Arrogant
- 2003 - Reversal of Fortune
- 2002 - Sex Is Zero
- 2002 - Phone
- 2000 - Truth Game
- 2000 - Ditto
- 2000 - Nightmare

### Seriale TV
- 2015 - The time is loved you (SBS)
- 2013 - Empress Ki (serial TV) MBS
- 2012 - The King 2 Hearts (serial TV ) MBC
- 2010 - Secret Garden (SBS)
- 2006 - Hwang Jin-i (KBS)
- 2005 - Fashion 70's (cameo)
- 2004 - Something Happened in Bali (SBS)
- 2003 - Damo (MBC)
- 2002 - Days in the Sun (KBS)
- 2002 - Love that's bigger than Love (MBC)
- 2001 - Life is Beautiful (KBS)
- 2000 - Secret (SBS)
- 1999 - Hak Gyo 2 (KBS)
- 1996 - Tears of the Dragon (KBS)

### Videoclipuri
- "Love Story" - Rain (2008)

## Premii
- 2010 SBS Drama Awards Top Excellence Award, Actress - Drama Special (Secret Garden)
- 2010 SBS Drama Awards Netizen Popularity Award
- 2010 SBS Drama Awards Best Couple Award with Hyun Bin (Secret Garden)
- 2010 SBS Drama Awards Top Ten Stars Award (Secret Garden)
- 2010 The 46th Baeksang Awards: Best Actress (Closer to Heaven)
- 2009 Best Actress 30th Blue Dragon Film Awards (Closer to Heaven)
- 2009 Most Popular Stars (인기스타상) 30th Blue Dragon Film Awards
- 2009 Best Actress 5th Korean University Films Festival
- 2006 KBS Drama Highest Award (Hwang Jin-i)
- 2006 KBS Best Couple Award (with Jang Geun Suk)
- 2006 KBS Netizen Award
- 2004 Baeksang Awards Best Actress  (Something Happened in Bali)
- 2001 Baeksang Awards Best New Actress Secret
- 2000 MBC Drama Awards Best New Actress Secret
- 2000 Blue Dragon Awards Best Supporting Actress (Ditto)
- 2000 Daejong Film Awards Best New Actress (Truth Game)
- 2000 Pusan Film Critics Assn. Awards Best New Actress (Truth Game)